# 爱德华多-卡斯特克斯

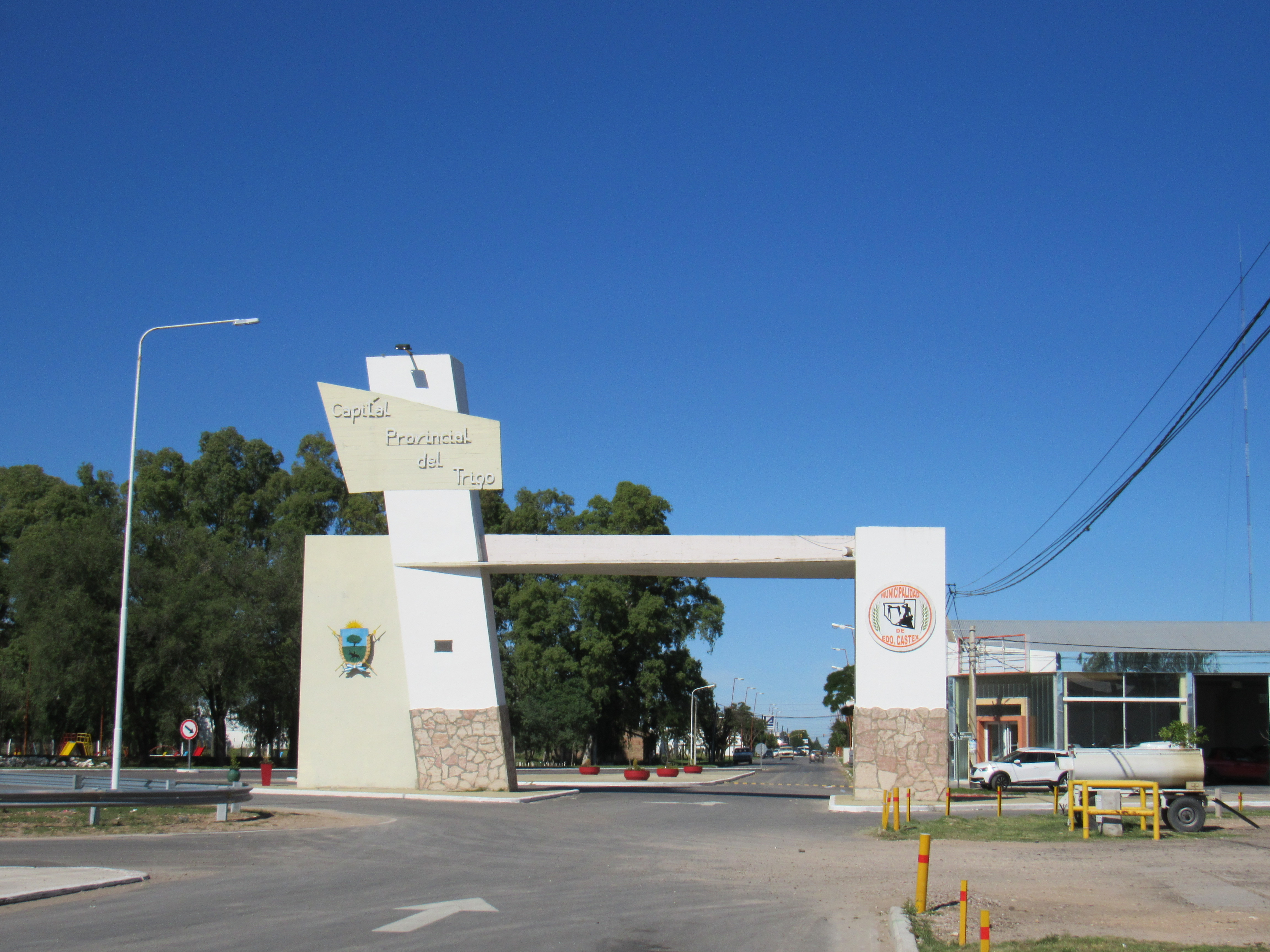
爱德华多－卡斯特克斯

爱德华多-卡斯特克斯，是阿根廷的城市，位於該國中部拉潘帕省，是孔埃洛縣的首府，始建於1908年9月20日，海拔高度171米，面積1,028平方公里，2010年人口9,253，人口密度每平方公里9人。